# عبد الله حسن غدوه
عبد الله حسن غدوه هو شاعر يمني. ولد عام 1936 في مدينة الحديدة عاصمة محافظة الحديدة. تلقى تعليمه الابتدائي في الحديدة مسقط رأسه. وبعد أن أنهى دراسته الابتدائية، سافر إلى عدن عام 1957 وعمل في البنك العربي هناك، وانتقل عام 1971 إلى صنعاء وعمل في البنك اليمني للإنشاء والتعمير، وفي 1973 انتقل إلى فرع الحديدة. بدأ يكتب الشعر عام 1960، وكتب الشعر الفصيح والعامي.

## أعماله
أهم إصداراته:
- أنفاس النخيل (1982)
- حقول البن (ديوان شعر 1984).
- جدران الفجر (ديوان شعر 1986).
- أغاني للبحر (ديوان شعر 1996).
- دبابيس (ديوان شعر 1999).
- الرصيف (ديوان شعر).